# V-Cube 6
V-Cube 6とは、ルービックキューブの6×6×6版の立方体パズルである。基本ルールはルービックキューブと同様で、各面を単色に揃えることが目標である。
配置の組み合わせの数は、:{\displaystyle {\frac {8!\times 3^{7}\times 24!^{6}}{4!^{24}\times 24}}\approx 1.57\times 10^{116}}通りである。
V-Cube 6を揃えられるためには、ルービックリベンジを揃えられる必要があるが、ルービックリベンジを揃えられる人にはそう難しくない。ただし、対角線上にないインナーキューブ(1面につき)8つだけは別に覚える必要がある。なお、プロフェッサーキューブやルービックキューブを揃えられる必要は理論上はない。
V-Cube 6を揃えることができれば、ほぼ同様にしてそれより大きい偶数分割のルービックキューブも揃えることができる。また、プロフェッサーキューブも揃えることができれば、一般のn×n×nキューブは理論上全て揃えることができる。

## 記録
2019年3月現在の世界記録は、マックス・パークの単発1:13.82 平均は1:17.10。日本記録は飯田朋也の単発1:38.90 平均は1:48.00。